# 地理五訣
地理五訣一︰
- - 《地理五訣》一書，著於清乾隆丙午年間，作者是趙玉材先生，字九峰；是當時地理風水師。
  - 趙九峰先生還著作《陽宅三要》一書，論述有關陽宅風水。

- - 趙九峰先生是清朝直隸省磁州（今河北省磁縣）人，能文，善畫鳥木。趙玉材先生的受業門徒兼學友四川彭縣王夢亭（庸弼）先生、成都張應泰（合章）先生參與著述整理。

- - 《地理五訣》這部書籍共有八卷︰
  - 卷一　　為五行基礎和羅盤初步篇，五行歌訣羅盤學法；
  - 卷二　　論龍脈生旺死絕形象，論龍生旺龍絕形象；
  - 卷三　　論穴之陰陽富貴貧賤，穴分陰陽富貴貧賤；
  - 卷四　　論砂形貴賤得位失位，砂形貴賤得位失位
  - 卷五　　論水之吉凶進神退神，水辨吉凶進神退神；
  - 卷六　　論四局朝向龍水配合，向分四局龍水配合；
  - 卷七　　論二十四山向十二種水口吉凶判斷法，十二水口吉凶斷法；
  - 卷八　　論平洋地理風水要訣，平洋要訣後附舊集。

- - 前七卷主要論山地風水，而卷八主要論平洋風水。

- - 地理五訣二︰
  - 龍　　巒頭中的龍勢，包括千里來龍。
  - 穴　　穴星，主要分金水木火土五星，後來又分為貪狼、巨門、祿存、文曲、廉貞、武曲、破軍、左輔、右弼九星。
  - 砂　　穴星附近的砂，如青龍砂、白虎砂、護砂、衛砂、纏砂。
  - 水　　包括來水、去口、三叉水。
  - 向　　陰宅進金坐向、墓碑坐向；陽宅的居宅坐向、門向。